# Saint-Germain-d'Esteuil

Saint-Germain-d'Esteuil este o comună în departamentul Gironde din sud-vestul Franței. În 2009 avea o populație de 1.187 de locuitori.

## Evoluția populației
| An        | 1975 | 1982 | 1990  | 1999  | 2006  | 2009  |
| --------- | ---- | ---- | ----- | ----- | ----- | ----- |
| Populație | 764  | 855  | 1.020 | 1.087 | 1.161 | 1.187 |